# الموسيقى الكلاسيكية في القرن الحادي والعشرين

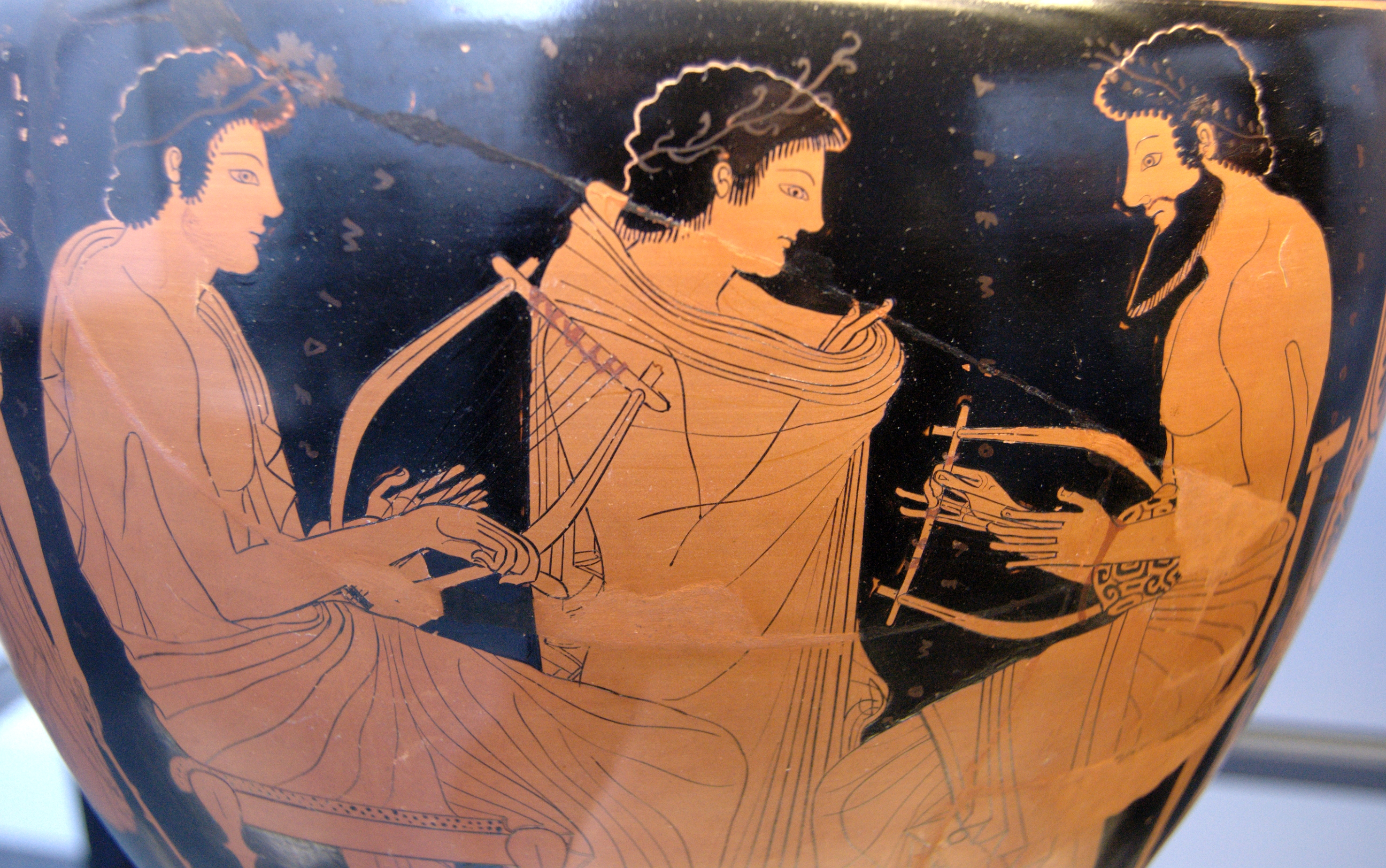

الموسيقى الكلاسيكية في القرن الحادي والعشرين (بالإنجليزية: 21st century classical music): هي الموسيقى الفنية التي أُنتجت في إطار الموسيقى المعاصرة بدءًا من العام 2000.
استُبقيت بعض العناصر من القرن الماضي، من بينها ما بعد الحداثوية، والبوليستيلية (تعدد الأساليب) والاختيارية، التي كانت تسعى إلى دمج عناصر من كل الأساليب الموسيقية بصرف النظر عما إذا كانت «كلاسيكية» أم لا، تُجسد هذه الجهود تمايزًا فاترًا بين عديد الأنواع الموسيقية. ترافقت معها مؤثرات بارزة مثل الروك، والبوب، والجاز والأنماط الراقصة. أحد الممارسات البارزة الأخرى في القرن الحادي والعشرين هي خلط الموسيقى الكلاسيكية والوسائط المتعددة، ويعد الإنترنت والتقنيات المرتبطة به مصادر مهمة في هذا الصدد. المواقف تجاه الملحنات الإناث في طور التغير أيضًا.

## التأليف في القرن الحادي والعشرين
بصورة شبيهة بمصطلح الموسيقى الكلاسيكية في القرن العشرين، يُعرف مصطلح «الموسيقى الكلاسيكية في القرن الحادي والعشرين» كليًا عبر التقويم ولا يُنسب إلى أسلوب أي فترة تاريخية في الموسيقى، تُنسب موسيقى الباروك والموسيقى الرومانسية إلى حد ما، لكن الأصح أن ذلك ينطبق على كل الموسيقى الفنية المُنتجة منذ العام 2000. يقول علماء الموسيقى عمومًا أننا في فترة الموسيقى المعاصرة حاليًا، ويغطي هذا المصطلح الموسيقى الفنية المُنتجة منذ نحو عام 1975 أو 1945، حسب منظور المؤرخ.

### تاريخه
في القرن العشرين، بدأ الملحنون بالاعتماد على نطاق أوسع من أي وقت مضى من منابع الإلهام وطوروا مجموعة واسعة التنوع من التقنيات. افتُتن ديبوسي بجوقة المسرح الفيتنامي وفرقة الغاميلان الجاوي وتزايد تأثر الملحنين بموسيقى الثقافات الأخرى. طور شوينبيرج ومدرسة فيينا الثانية التقنيةَ الإثني عشرية والتسلسلية. ساعد كل من فاريس وشتوكهاوزن وشيناكيس في تمهيد الطريق للموسيقى الإلكترونية. تزايدت أهمية الجاز والموسيقى الشائعة الغربية، بصفة مؤثرات على الموسيقى الفنية وبصفة أنواع موسيقية قائمة بذاتها. أجرى لا مونتي يونغ تجارب في فن الأداء، فطبق جون كيج كتاب التغييرات على موسيقى، وطور رايخ وغلاس الموسيقى التقليلية. مع تقدم القرن، تزايد تنوع أساليب الموسيقى عمومًا أكثر فأكثر.
انتقلت هذه النزعة إلى القرن الحادي والعشرين: في عام 2009، طلبت مجلة بي بي سي الموسيقية من 10 ملحنين -أغلبهم بريطانيون (جون آدامز، وجوليان أندرسون، وهنري دوتيلو، وبراين فيرنيهو، وجوناثان هارفي، وجيمس ماكميلان، وميشيل نيمان، وروكسانا بانوفينك، وإينوجوهاني راوتافارا، وجون تافينر)- أن يناقشوا آخر الاتجاهات في الموسيقى الكلاسيكية الغربية. اتفق رأيهم على أنه لا يوجد أسلوب مفضل تحديدًا، وأنه يجب تشجيع التفرد. جسدت أعمال هؤلاء الملحنين جوانب مختلفة من موسيقى هذا القرن لكنهم وصلوا جمعًا إلى الخلاصة ذاتها: الموسيقى أكثر تنوعًا من أن تُصنف أو تُحدّ. في هذه المقابلة مع المجلة، جادل دوتيلو أنه «هناك موسيقى جيدة وموسيقى سيئة فقط، سواء كانت رزينةً أم شعبية». معظم موسيقى القرن الحادي والعشرين ما بعد حداثوية، معتمدة على العديد من الأساليب المختلفة ومنفتحة للعديد من المؤثرات الكبيرة. ما زال -مع ذلك- من الشاق حث العامة على الاستماع للموسيقى المعاصرة، في الحقيقة، هذا صحيح بالنسبة للموسيقى الهندية الكلاسيكية أيضًا.